# Ludwig zu Windisch-Grätz
Ludwig, prins Windisch-Grätz, född den 20 oktober 1882 i Kraków, död 1968, var en ungersk politiker, kusin till furst Alfred III zu Windisch-Graetz. 
Windisch-Grätz var först artilleri-, sedan kavalleriofficer, gjorde sig som parlamentsledamot bemärkt genom oppositionella tal i ungerska delegationen mot Berchtolds utrikespolitik, återinträdde vid första världskrigets utbrott 1914 i militärtjänst samt var januari-oktober 1918 livsmedelsminister i Wekerles ministär. 
Efter  revolutionen samma år vistades han i Schweiz och utgav 1920 memoarboken Vom roten zum schwarzen prinzen. Efter sin återkomst till hemlandet blev han svårt komprometterad som ledare av ett fantastiskt försök att genom massförfalskning av franska sedlar främja ungerska irredentasträvanden ("francs-affären") och dömdes 1926 till 4 års straffarbete.